# Durio zibethinus

Arealul natural al durianului cu verde și arealul unde a fost introdus cu violet.

Durio zibethinus este cea mai răspândită specie de arbori din genul Durio, care sunt cunoscute cu numele de durian și au fructe comestibile cunoscute și ele cu numele de durian.
Ca și în cazul majorității altor specii de durian, pulpa comestibilă emite un miros distinctiv care este puternic și pătrunzător chiar și atunci când coaja este intactă. Unii consideră că durianul are o aromă dulce plăcută; alții o socot copleșitoare și respingtătoare. Mirosul evocă reacții de la apreciere profundă până la dezgust intens și a fost descris ca asemănător cepei putrede, terebentinei și canalizării. Persistența mirosului său a dus la interzicerea acestui fruct în unele hoteluri și mijloace de transport în comun din Asia de Sud-Est.
Există 30 de specii de Durio recunoscute, dintre care cel puțin nouă produc fructe comestibile. D. zibethinus este singura specie disponibilă pe piața internațională: alte specii sunt vândute local. Există sute de soiuri de D. zibethinus; mulți consumatori preferă anumite soiuri, care se vând cu un preț mai mare pe piață.

## Descriere
Lemnul lui D. zibethinus este maroniu-roșiatic.

## Ecologie
Florile de D. zibethinus sunt vizitate de lilieci care mănâncă polenul și polenizează florile. Florile se deschid după-amiaza și își răspândesc polenul seara. În dimineața următoare, caliciul, petalele și staminele cad lăsând doar gineceul florii.

## Utilizări alimentare

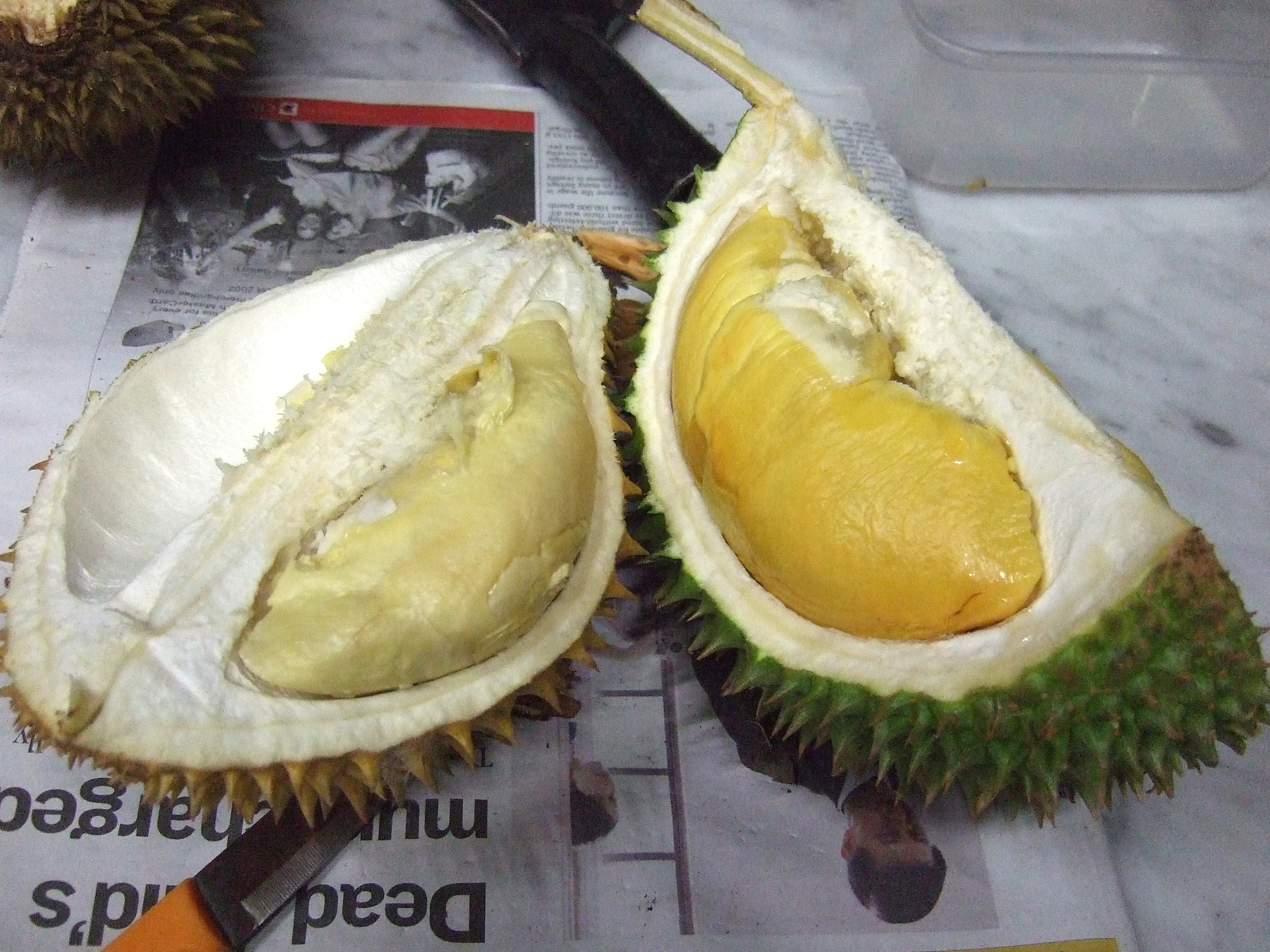
Diferite soiuri de durian au adesea culori distincte. D101 (dreapta) are o pulpă de un galben intens, care se distinge clar de un alt soi (stânga).

De-a lungul secolelor în Asia de Sud-Est au apărut numeroase soiuri de durian, înmulțite prin clone vegetative. Au fost cultivate cu rezultate mixte din semințe de pomi care dădeau fructe de calitate superioară, dar acum sunt propagate prin stratificare, marcotare sau, mai frecvent, prin altoire. Diferite soiuri pot fi deosebite într-o oarecare măsură prin variația formei fructelor, cum ar fi forma spinilor. Consumatorii de durian preferă anumite soiuri, care se vând cu un preț mai mare pe piață.
Majoritatea soiurilor au un nume și un număr de cod care începe cu „D”. De exemplu, unele clone populare sunt Kop (D99 thailandeză กบ – "broască" [kòp]), Chanee (D123, thailandeză ชะนี – gibon [tɕʰániː]), Berserah sau Green Durian sau Tuan Mek Hijau (D145 thailandeză ทุเรียนเขียว – Green Durian [tʰúriːən kʰǐow] ), Kan Yao (D158, thailandeză ก้านยาว – Tulpină Lungă [kâːn jaːw] ), Mon Thong (D159, thailandeză หมอนทอง – Pernă de Aur [mɔ̌ːn tʰɔːŋ] ), Kradum Thong (thailandeză กระดุมทอง – Nasture de Aur [kràdum tʰɔːŋ]), și fără un nume, D24 și D169. Fiecare soi are un gust și un miros distinct. Mai mult de 200 de soiuri de D. zibethinus există în Thailanda.
Mon thong este soiul cel mai căutat pentru pulpa sa groasă, cremoasă și cu gust dulce, cu miros relativ moderat și semințe mai mici, în timp ce Chanee este cel mai bun în ceea ce privește rezistența la infecția cu Phytophthora palmivora. Kan Yao este oarecum mai puțin obișnuit, dar apreciat pentru perioada mai lungă de timp, când este dulce și inodor în același timp. Dintre toate soiurile din Thailanda, cinci sunt în prezent cultivate comercial pe scară largă: Chanee, Mon Thong, Kan Yao, Ruang și Kradum. În Malaysia existau în anii 1920 peste 100 de soiuri înregistrate și până la 193 de soiuri în 1992. Multe soiuri superioare au fost identificate prin concursuri organizate la Salonul anual de agricultură, horticultură și agroturism din Malaysia. În Vietnam același proces a fost realizat prin concursuri organizate de Southern Fruit Research Institute. Un soi cu popularitate recentă este Musang King.
Pe lângă faptul că pulpa este comestibilă, semințele pot fi consumate după ce sunt prăjite.